# Albert Vermeire
Albert Vermeire (Beernem, 13 juli 1917 – aldaar, 11 januari 2010) was een Belgisch onderwijzer, bedrijfsleider, schrijver en cultureel organisator.

## Levensloop
Na het behalen van het onderwijzersdiploma in 1936 stond hij enkele jaren voor de klas in Oostende en in Beernem. Vanaf 1931 werd hij opgeroepen voor het leger en na de meidagen 1940 verbleef hij verschillende maanden in krijgsgevangenschap. Terug in Beernem stichtte hij er een afdeling van het Rode Kruis. Hij stichtte ook de Bond voor de armen, die voedingsmiddelen ging ophalen bij de boeren, om aan behoeftigen uit te delen. Hij sloot vriendschap met de burgemeester, ridder Hubert van Outryve d'Ydewalle, die hem vroeg om zijn vrouw Nederlands te leren. 
Na de arrestatie van Hubert d'Ydewalle op 1 juni 1944 werd Vermeire enkele dagen later eveneens door de Duitsers gearresteerd, verdacht tot het verzet te behoren. Door tussenkomst van een bevriende collaborateur werd hij na een maand vrijgelaten. De burgemeester was ondertussen naar Duitse concentratiekampen gevoerd, waar hij overleed.
Na de Tweede Wereldoorlog werd het familiekasteel Drie Koningen bewoond door het gezin van graaf Charles d'Hespel (1894-1955), echtgenoot van Hélène du Sart de Bouland, de weduwe van Hubert van Outryve d'Ydewalle. Vermeire werd aangesteld als bedrijfsleider over het domein en de Boom- en plantenkwekerijen Drie Koningen. Hij trouwde en kwam met zijn gezin wonen in een landhuis op het domein. Hij stichtte de vereniging Boomkwekers van Vlaanderen en de Nationale Groepering van Boomkwekers, waarvan hij voorzitter werd. Dit leidde later tot de Internationale Groepering van Boomkwekers.
Daarnaast was Vermeire letterkundige en publiceerde verschillende werken. Hij was medestichter in 1961 van de Vereniging van West-Vlaamse Schrijvers, waarvan hij enkele jaren bestuurslid was.
Hij was de oom van de veldrijder Bertje Vermeire, die hij steunde in zijn sportieve ambities, omdat hij in hem de realisatie zag van de onvervulde ambitie die hij zelf als jonge man had gehad.

## Publicaties
- Dropjes, poëzie, 1953.
- De derde man, toneel.
- Stille kracht, toneel.
- De ridders van Bloemendale, jeugdverhaal.
- Van een preutse spar, jeugdverhaal.
- De groene duivel, luisterspel.